# Tartan Day

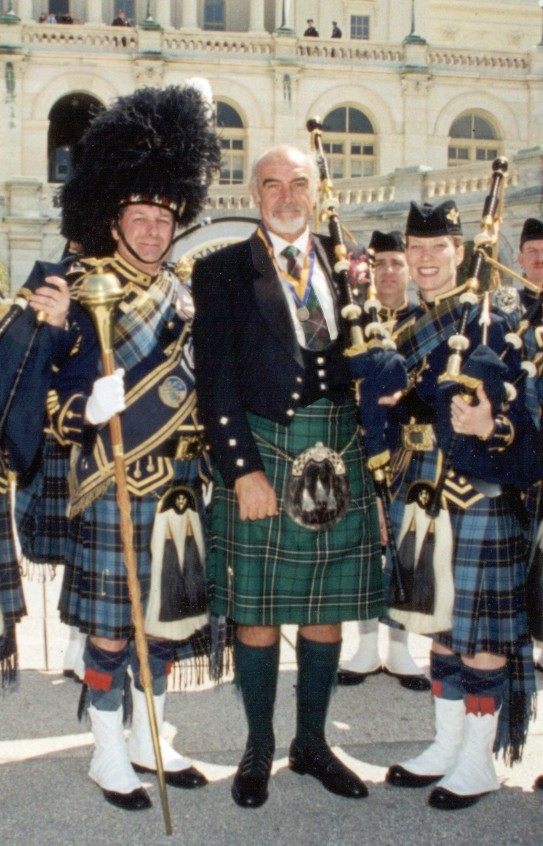
Sean Connery au Tartan Day de Washington en 2004

Le Tartan Day (en) (jour du tartan ou fête du tartan) célèbre les liens historiques et actuels qui existent entre l'Écosse et les descendants d'immigrés écossais en Amérique du Nord et dans certains pays du Commonwealth.
Le Tartan Day est célébré le 6 avril, date anniversaire de la déclaration d'Arbroath de 1320, aux États-Unis ainsi qu'au Canada et le 1er juillet en Australie et Nouvelle-Zélande.

## Historique
L'histoire du Tartan Day commence par l'immigration d'Écossais vers le continent américain, qui par la suite participèrent à la construction des États-Unis et du Canada, gravissant les échelons de la vie sociale et imprimant leurs histoires personnelles et collectives tout au long des siècles. La contribution des Écossais immigrés à la construction de l'Amérique du Nord moderne est massive et beaucoup sont restés attachés à leurs traditions.
Woodrow Wilson, petit-fils d'un pasteur presbytérien écossais immigré aux États-Unis, désire honorer ses ancêtres ainsi que leurs héritage, culture et traditions par une célébration annuelle, afin que chacun des descendants de souche écossaise vivant sur le sol américain - et partout ailleurs - se remémore les efforts fournis par ses aïeux.
En 1982, sous l'impulsion du "Calédonian Club" de New York, le gouverneur Hugh Carey de l'État de New York, et le maire Ed Koch de New York ont déclaré le 1er juillet 1982, comme jour de Tartan, une célébration du 200e anniversaire de l'abrogation de "Act of Proscription" ((en), acte de la proscription) du 12 août 1747, interdisant aux Écossais de porter le tartan.
Cette date du 1er juillet a été adoptée comme Tartan Day également dans plusieurs pays du Commonwealth, tels que l'Australie et la Nouvelle-Zélande ; elle n'a pas été modifiée par la suite.
Au Canada, l'idée d'un "Scots Day" (en) (Jour des Écossais), immédiatement renommé "Tartan Day", dans le but de favoriser l'identification de l'héritage écossais, a commencé sous l'impulsion de la Federation of Scottish Clans (ou Clans) de Nouvelle-Écosse en 1986. Pétitionné par Jean Watson, le président du clan Farquharson, une première motion est adoptée en 1987.
Le 19 décembre 1991, en réponse à l'action lancée par la Clans et diverses sociétés écossaises du Canada, la législature de l'Ontario adopte une résolution proclamant l'anniversaire de la déclaration d'Arbroath (le 6 avril 1320) comme Jour du Tartan, cette date marquant la célébration de leurs racines écossaises. Chaque américain d'origine écossaise est ce jour-là invité à porter le tartan.
Les sociétés et groupes d'américains d'origine écossaise, nombreux au Canada et aux États-Unis, suivent le mouvement et célèbrent à leur tour le Tartan Day, tout en appelant à une reconnaissance officielle des festivités.
Le 20 mars 1998 aux États-Unis, la Résolution 155 (S. Res. 155) proposée par le républicain Trent Lott, alors chef de file du parti majoritaire, est adoptée à l'unanimité. Le 6 avril a été officiellement identifié par le Sénat des États-Unis comme célébration de la contribution apportée par des générations d'Écossais-Américains à la base et à la prospérité de l'Amérique moderne.

## Résolution 155 (S. Res. 155)
« The Tartan Day resolution of the United States Senate
Senate Resolution 155, March 20th 1998
Whereas April 6 has a special significance for all Americans, and especially those Americans of Scottish descent, because the Declaration of Arbroath, the Scottish Declaration of Independence, was signed on April 6, 1320 and the American Declaration of Independence was modeled on that inspirational document;
Whereas this resolution honors the major role that Scottish Americans played in the founding of this Nation, such as the fact that almost half of the signers of the Declaration of Independence were of Scottish descent, the Governors in 9 of the original 13 States were of Scottish ancestry, Scottish Americans successfully helped shape this country in its formative years and guide this Nation through its most troubled times;
Whereas this resolution recognizes the monumental achievements and invaluable contributions made by Scottish Americans that have led to America's preeminence in the fields of science, technology, medicine, government, politics, economics, architecture, literature, media, and visual and performing arts;
Whereas this resolution commends the more than 200 organizations throughout the United States that honor Scottish heritage, tradition, and culture, representing the hundreds of thousands of Americans of Scottish descent, residing in every State, who already have made the observance of Tartan Day on April 6 a success;
Whereas these numerous individuals, clans, societies, clubs, and fraternal organizations do not let the great contributions of the Scottish people go unnoticed:
Now, therefore, be it Resolved, That the Senate designates April 6 of each year as "National Tartan Day." »

Traduction

« Résolution du Sénat des États-Unis concernant le Jour du Tartan
Résolution 155 du 20 mars 1998
Considérant que le 6 avril a une signification spéciale pour tous les Américains, et particulièrement les Américains de descendance écossaise, parce que la déclaration d'Arbroath, la déclaration écossaise de l'indépendance a été signée le 6 avril 1320, et que, la déclaration américaine d'indépendance a été inspirée et modelée à partir de ce document.
Considérant que cette résolution honore le rôle principal que les Écossais-Américains ont joué dans la fondation de cette nation, telle que le fait que presque la moitié des signataires de la déclaration d'indépendance étaient de descendance écossaise, que les gouverneurs de 9 des 13 États d'origine étaient de descendance écossaise, que les Écossais-Américains ont formé avec succès et aidé ce pays en ses années formatrices et guidèrent cette nation dans ses périodes plus préoccupées.
Considérant que cette résolution identifie les accomplissements monumentaux et les contributions de valeur inestimable apportés par les Écossais-Américains, qui ont mené avec prééminence l'Amérique dans les domaines de la science, de la technologie, de la médecine, du gouvernement, de la politique, des sciences économiques, de l'architecture, de la littérature, des médias, de la visualisation et l'exécution des arts.
Considérant que cette résolution recommande les plus de 200 organismes dans l'ensemble des États-Unis qui honorent l'héritage, la tradition et la culture écossaise, représentant les centaines de milliers d'Américains de descendance écossaise, résidant dans chaque État, qui ont déjà fait à l'observance du 6 avril le jour du Tartan un succès.
Considérant que ces nombreux individus, clans, sociétés, clubs et organismes fraternels, ne laissent pas les grandes contributions des écossais passer inaperçues :
Maintenant, donc, que ce soit résolu, que le Sénat déclare que tous les ans, le 6 avril soit : « Jour national du Tartan ». »

## Résolution 41 (H. Res. 41)
Résolution du Tartan Day de la Chambre des Représentants des États-Unis
Le 9 mars 2005, la Chambre des Représentants des États-Unis a adopté à l'unanimité la résolution 41, qui indique que chaque année, le 6 avril soit Jour national du Tartan. Les commanditaires en chef de la H. Res. 41 étaient les membres du Congrès Mike McIntyre de la Caroline du Nord et de John Duncan du Tennessee. En plus des deux commanditaires en chef, la résolution a eu 54 coparrains, y compris le membre du Congrès Candice Miller du Michigan, membre du Congrès Danny K. Davis de l'Illinois et membre du Congrès Alcee Hastings de Floride, s'étant tous adressé à la Chambre des Représentants en faveur de la résolution. Cette action récompense les efforts qui ont commencé en 1998 quand le 105e congrès a passé la résolution 155 du sénat.